# ويل بويل
ويل بويل (بالإنجليزية: Will Boyle) (1 سبتمبر 1995 في المملكة المتحدة - ) هو لاعب كرة قدم بريطاني في مركز الدفاع. لعب مع ماكليسفيلد تاون ونادي يورك سيتي وهدرسفيلد تاون ونادي كيدرمينستر هاريرز لكرة القدم.

## وصلات خارجية
- ويل بويل على موقع قاعدة بيانات كرة القدم.إي يو (الإنجليزية)
- ويل بويل على موقع Soccerbase.com (لاعب) (الإنجليزية)
- ويل بويل على موقع Soccerway.com (الإنجليزية)